# Alfred Byrd Graf

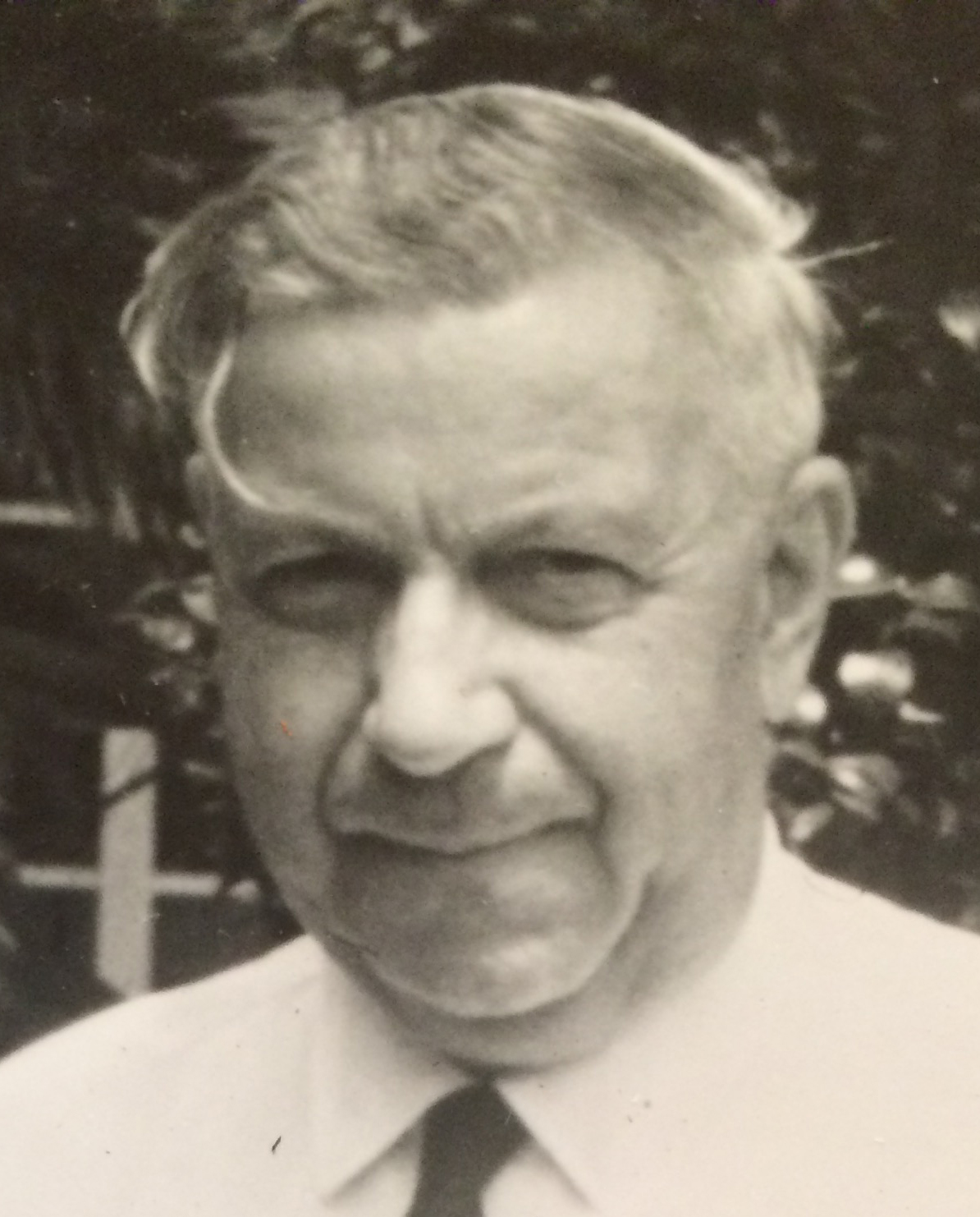
Alfred Byrd Graf, 1967

Alfred Byrd Graf, ursprünglich Alfred Gräfe, (* 23. November 1901 in Nürnberg; † 14. Dezember 2001 in Düsseldorf) war ein deutsch-amerikanischer Botaniker, der auf seinen Reisen in alle Welt mehr als 100 Pflanzenarten und Sorten entdeckte. Er fotografierte und dokumentierte seine Entdeckungen in einer Reihe reich illustrierter Bücher, die er verfasste. Sein offizielles botanisches Autorenkürzel lautet „A. B. Graf“.  

## Leben
Alfred Byrd Graf war das älteste von acht Kindern des Gärtnermeisters Richard Gräfe aus Beulbar/Thüringen. Sein Vater hatte seine Ausbildung in Lyon und Kew Gardens in London erhalten. Nach Gründung einer Familie wurde der Vater Verwalter am Herrensitz Weigelshof bei Nürnberg. Dort verbrachte Alfred seine Kindheit und Jugend. 
Als die Familie größer wurde, kaufte sein Vater 1917 in Weißenburg in Bayern eine eigene Gärtnerei. Da Alfred als ältester Sohn einmal den väterlichen Betrieb übernehmen sollte, absolvierte er nach der Schule bei seinem Vater eine Gärtnerlehre. Zur Weiterbildung ging er dann nach Bielefeld, Hannover, Uerdingen, Niederösterreich, Bulgarien und 1924 an den Belvedere Garten in Wien zu Richard Wettstein. Er studierte Gartenbau, Botanik, Sprachen und Photographie. 
Nachdem Alfreds jüngerer Bruder jedoch bei einem Unfall mit einem Pferdefuhrwerk schwer verletzt worden war, änderte der Vater seine Pläne, um diesem Kind eine Zukunft zu sichern. Daraufhin beschloss Alfred, in die Vereinigten Staaten von Amerika auszuwandern. 
Am 29. März 1925 kam er mit der President Roosevelt in New York City an und nahm bei seiner Einbürgerung als amerikanischer Staatsbürger den Namen Alfred Byrd Graf an. Zwei Jahre lang arbeitete er als Cowboy auf einer Farm in Sutton, 
Nebraska, um das geliehene Geld für seine Schiffspassage nach Amerika zurückzahlen zu können und etwas Geld anzusparen für den Kauf einer eigenen Gärtnerei. Dem Erfolg dieses Unternehmens in Council Bluffs/Iowa war jedoch nur kurzer Erfolg beschieden. Ein massiver Hagelsturm zerstörte alle Gewächshäuser und damit seine Lebensgrundlage. 
Er ging nach Los Angeles, studierte weiter und arbeitete für die renommierte Firma Armacost & Royston, wo er sein in Europa erworbenes Wissen über pflanzliche Gewebekulturen und die Vermehrung von Orchideen gewinnbringend einbringen konnte. Dies brachte ihm den Ruf als Orchideenspezialist ein. 1931 begann er für die Julius Roehrs Company in New Jersey zu arbeiten, einem Gartenbaubetrieb, der sich auf tropische und subtropische Pflanzen spezialisiert hatte. Gleichzeitig belegte er Kurse in Botanik an der Fairleigh Dickinson University in Rutherford, New Jersey. Als die Julius Roehrs Company kurz vor dem Bankrott stand, nahm er einen Kredit auf und kaufte diese Firma zusammen mit William Hoffbauer, dem Cousin von Roehrs. In Manhattan Beach und Vista/Kalifornien erwarb er zudem Land zur Zucht von Kakteen und Sukkulenten für den Versand und trug so zum wirtschaftlichen Erfolg der Firma bei.
1928 heiratete er Mildred Heft aus Kalifornien. 1936 wurde seine Tochter Doris geboren. Diese erste Ehe wurde aber 1943 aufgrund der räumlichen Entfernung zwischen Kalifornien und New Jersey sowie seiner oft monatelangen Expeditionsreisen geschieden.

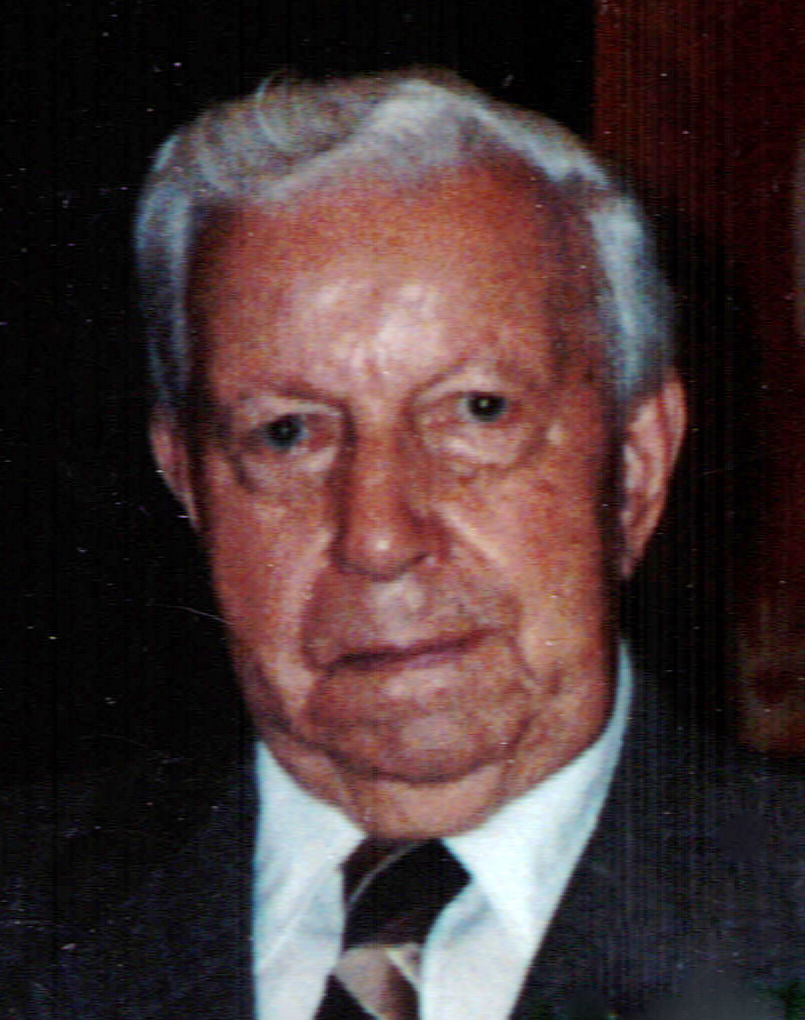
Alfred Byrd Graf, 1990

1967 heiratete er Lieselotte Vorwerk aus Düsseldorf, die ihm eine große Hilfe bei seiner Arbeit wurde. 1978 wurde ihm, dem bescheidenen Selfmademan, für seine Verdienste die Ehrendoktorwürde der Fairleigh Dickinson University in Rutherford, New Jersey verliehen. Sein Arbeitswille blieb auch im hohen Alter ungebrochen. 1992, im Alter von 91 Jahren gab er noch ein neues Buch Hortica: Color Cyclopedia of Garden Flora and Exotic Plants Indoors mit 150.00 Farbfotos heraus, tatkräftig unterstützt von seiner Frau Lieselotte und seiner Tochter Doris. Makula-Degeneration und Glaukom führten jedoch zu einer fortschreitenden Verschlechterung seines Sehvermögens. 1998 kehrte er vollständig erblindet zurück nach Deutschland und lebte zurückgezogen mit seiner Frau in Düsseldorf. Aber selbst im hohen Alter war sein Wissensdurst unstillbar: Er interessierte sich noch für die Möglichkeiten der Digitalisierung von Fotos und Datenbanken. Am 14. Dezember 2001 starb er in Düsseldorf nach einem Oberschenkelhalsbruch.

## Forschungsgebiete und Reisen

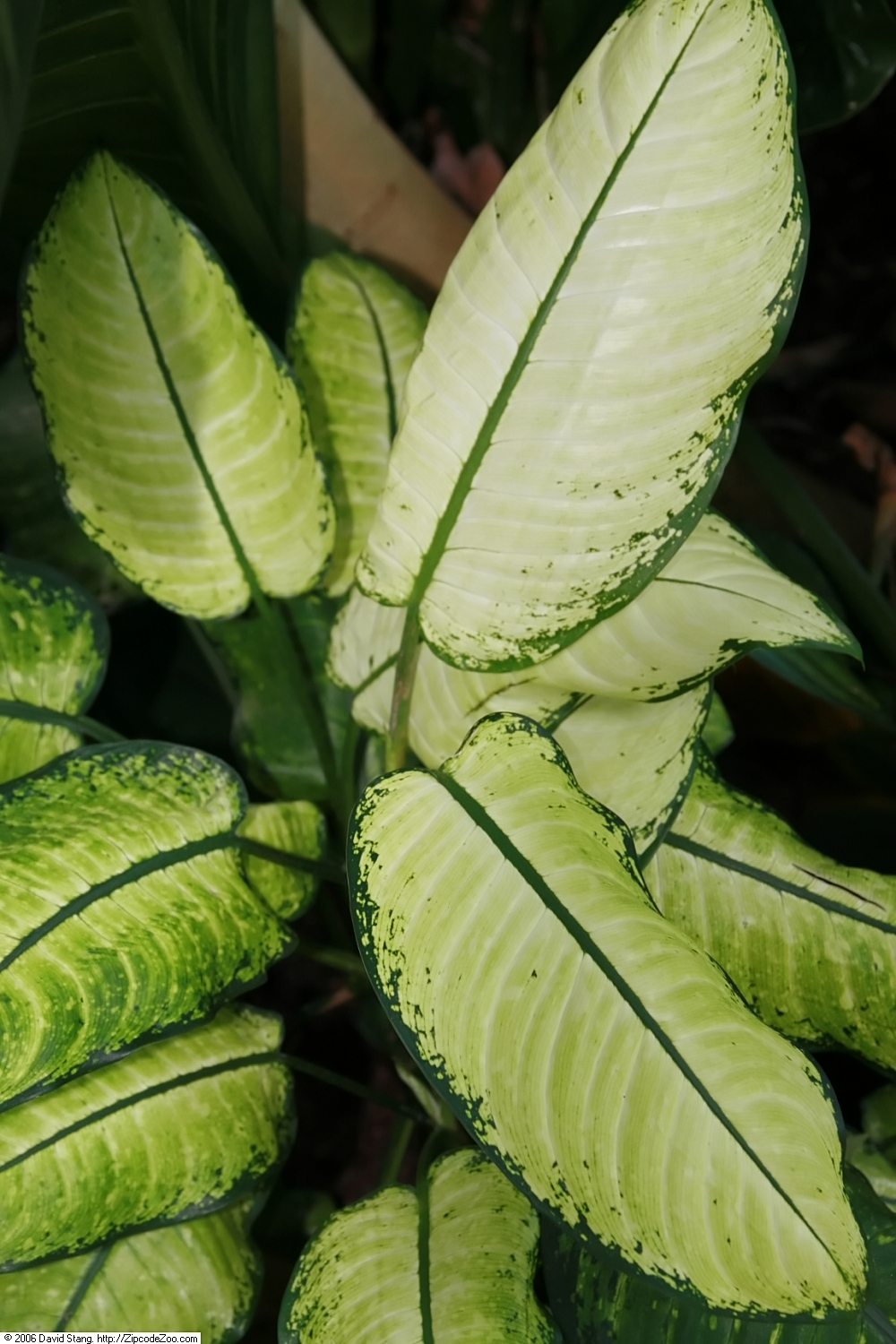
Dieffenbachia maculata ‚Rudolph Roehrs‘

Als Pflanzenforscher bereiste Graf auf monatelangen Expeditionsreisen die ganze Welt, erforschte die Vegetation z. B. am Kilimandscharo in Afrika, die tropische und subtropische Flora Südamerikas, Chinas, Indiens, Indonesiens oder Australiens. 1960 nahm er an einer Expedition in das damals noch unerforschte und von Kannibalen bewohnte Innere von Papua-Neuguinea teil. Stets hatte er seine Kamera und seinen Notizblock zur Hand. Auf einer 8-monatigen Expeditionsreise durch Afrika infizierte er sich 1962 mit einer unbekannten Tropenkrankheit, die selbst das Tropeninstitut New York nicht diagnostizieren konnte und die auch nicht vollständig geheilt werden konnte.
Er legte ein riesiges Fotoarchiv an und dokumentierte und katalogisierte Tausende von Pflanzen, darunter mehr als 120 neue. Auf seinen Reisen interessierten ihn aber nicht nur die Pflanzen, sondern auch die Kunst, Kultur und Lebensweise der fremden Länder. Regelmäßig brachte er in der Botanik bis dahin unbekannte Pflanzen mit nach Hause und untersuchte sie auf ihre Eignung als Zimmerpflanzen, so z. B. Dieffenbachia maculata ‚Rudolf Roehrs‘ oder das weiße Usambara-Veilchen Saintpaulia ionantha H. Wendl. aus Afrika.

## Veröffentlichungen
Das große Interesse der Kunden an den bebilderten Katalogen mit Pflegehinweisen brachte Graf 1953 auf die Idee, die von ihm fotografierten Pflanzen und Blumen zu katalogisieren und in Buchform zu veröffentlichen. So entstand sein erstes Werk Exotic House Plants Illustrated. Da Fachverlage seine Veröffentlichung als zu großes Risiko ansahen, wurde das kleine reich bebilderte Werk durch seine Julius Roehrs Company herausgebracht. Mit 10 Auflagen wurde bereits dieses erste Buch ein ungeheurer Erfolg. 
- 1953 Exotic House Plants Illustrated.
- 1958 Exotica: Pictorial Cyclopedia of Indoor Plants. Julius Roehrs, ISBN 0911266127
- 1978 Tropica: Color Cyclopedia of Exotic Plants and Trees from the Tropics and Subtropics. Julius Roehrs, ISBN 0911266267
- 1992 Hortica: Color Cyclopedia of Garden Flora and Exotic Plants Indoors. Julius Roehrs, ISBN 0911266259

## Auszeichnungen
- Dr. h. c. - Ehrendoktorwürde der Fairleigh Dickinson Universität in Rutherford, New Jersey
- Tercentenary Medallion from Gov. Rich Hughes of the State of New Jersey
- Citation Award from the American Society for Horticultural Science
- Large Gold Medal from the New Jersey State Florists Association
- Large Gold Medal from the Massachusetts Horticultural Society in Boston
- Distinguished Service Award from the Horticultural Society of New York
- Certificate of Merit from the Pennsylvania Horticultural Society in Philadelphia
- Award of Merit and Silver Medal from the New York Florists Club
- Sarah Chapman Francis Medal from the Garden Clubs of America
- Induction into the Floriculture Hall of Fame by the Society of American Florists[2]
- Florida Hall of Fame Award by the Foliage Association in Orlando
- Liberty Hyde Bailey Medal from the American Horticultural Society 1979[3]